# Viva Communications
Viva Communications Inc., також відомий як Viva Entertainment Inc. або просто Viva — філіппінський багатонаціональний приватний конгломерат зі штаб-квартирою в Пасігу. Він був заснований у 1981 році Віком дель Росаріо молодшим та його сестрою Тесс Круз.

## Дочірні компанії
- Studio Viva
- Ultimate Entertainment
  - Halo-Halo Radio
- Viva Films
- Viva International Food and Restaurants, Inc.
  - Botejyu[4]
  - Paper Moon Cake Boutique
  - Pepi Cubano
  - Yogorino
  - Wing Zone
- Viva International Pictures
- Viva Music Group, Inc.
  - Viva Records
  - Vicor Music
  - Ivory Music and Video
- Viva Publishing Group, Inc.
  - Viva PSICOM Publishing Corporation
  - Viva Starmometer Publishing Corporation
  - VRJ Books Publishing
- Viva Video, Inc.

## Відділи
- Viva Artists Agency[5]
- Viva Cable TV
  - Pinoy Box Office
  - Viva Cinema
  - Sari-Sari Channel (співвласник з TV5)
  - Celestial Movies Pinoy (співвласник з Celestial Tiger Entertainment)
  - Tagalized Movie Channel (співвласник з MVP Entertainment)
  - Viva TV
- Viva Digital
  - Oomph TV
  - Vivamax[6]
  - Viva One[7]
- Viva Interactive
- Viva Live
- Viva Sports

## Зовнішні посилання
- Офіційний сайт